# Kanban
Kanban (看板), staves også kamban og betyder bogstavelig talt "tegntavle" eller "reklametavle", er et koncept som er relateret til lean fremstilling og just-in-time (JIT) produktion. Ifølge Taiichi Ohno, manden som tilskrives udviklingen af Just-in-time, er kanban en måde at gennemføre JIT på.
Kanban er ikke et lagerkontrolsystem. Det er snarere et planlægningssystem som fortæller dig, hvad der produceres, hvornår det skal produceres og hvor meget der skal produceres.
Behovet for at opretholde en høj rate af forbedringer førte Toyota til at udvikle et kanban-system. Kanban blev et effektivt værktøj til understøttelse af produktionssystemet set som et hele. I tillæg viste det sig at være en fortrinlig måde til at skabe forbedring, fordi reduktionen af kanban i cirkulation fremhævede problemområder.

## Oprindelse
Begrebet kanban beskriver et dekoreret træ- eller metaltegn som ofte repræsenterer et varemærke eller et segl. Kanban blev til en vigtig del af den japanske markedshandel i det 17. århundrede, ligesom de militære bannere havde været for samuraierne. Visuelle morsomheder, kalligrafi og kreative former blev brugt til at indikere handelsstand og klasse for en virksomhed eller forretningsmand.
I slutningen af 1940'erne begyndte Toyota at studere supermarkeder med henblik på, at anvende lager- og hyldeopbevaringsteknikker på fabriksgulvene. Motivationen var at kunden i supermarkederne fik hvad de ville, fik det når de behøvede det og fik det i den rette mængde. Endvidere, supermarkedet fyldte kun lageret med hvad man mente at kunne sælge, og kunden købte kun hvad de behøvede fordi fremtidig tilførsel var sikret. Dette førte Toyota til at se en proces som en kunde af forudgående processer, og de forudgående processer som en slags lager. Kundeprocessen går til dette lager for at skaffe de kræve komponenter, og lager fylder op igen. Som i supermarkeder, oprindeligt set, blev annoncetavler brugt til at guide "indkøberne" til specifikke genopfyldende steder.
"Kanban" anvender efterspørgselraten til at kontrollere produktionsraten, hvor efterspørgslen fra slutkunden sendes op gennem en kæde af kunde-lager-processer. I 1953 blev denne logik taget i brug på hovedfabrikkens maskinværksted.

## Operation
En vigtig betingelse for sucessen af en produktionsplanlægning, der baserer sig på "skubbe til" efterspørgsel, er kvaliteten af de efterspørgselprognoser som kan modtage sådanne "skub".
Kanban er, i kontrast, en del af en tilgang til at modtage "træk" fra efterspørgslen. Derfor er tilførslen eller produktionen bestemt i henhold til den aktuelle efterspørgsel fra kunderne. I kontekster hvor tilførselstid er længerevarende og efterspørgsel er vanskelig at forudsige, så er det bedste man kan gøre at reagere hurtigt på den observerede forespørgsel. Dette er præcis hvad et kanban-system kan hjælpe med: Det anvendes som et efterspørgselsignal som straks udbredes gennem forsyningskæden. Dette kan bruges til at sikre, at mellemliggende lagre i forsyningskæden styres bedre, og normalt er mindre.
Når leverancerne er utilstrækkelig til at dække de faktiske udsving i efterspørgslen, forårsager det betydelig salgsnedgang, og så vil lageropbygning anses for at være hensigtsmæssig, hvilket kan opnås ved udstedelse af flere Kanban. Taiichi Ohno siger, at kanban for at være effektiv, må følge strenge regler for brug (Toyota har, som eksempel, seks simple regler, se nedenfor) og at tæt overvågning af disse regler er en uafsluttelig opgave for at sikre at kanban gør det som kræves.

### Kanban-kort
Kanban-kort er en nøglekomponent i Kanban, hvor der gøres brug af kort til at signallere behovet for at flytte materialer inden for en fremstillings- eller produktionssted, eller flytte materialer fra en ekstern leverandør til produktionsstedet.
Kanban-kortet er, som følge heraf, en besked som signallerer udtømning af produkt, reservedele eller lagerbeholdning og som ved modtagelse vil udløse en genopfyldning af produktet, reservedel eller lagerbeholdning. Forbrug driver efterspørgslen for mere. Efterspørgsel efter mere bliver signalleret af kanban-kort. Kanban-kort hjælper således, som følge heraf, med at skabe et efterspørgselsdrevent system. Det er blevet vidt udbredt af fortalere for Lean produktion og fremstilling, at efterspørgselsdrevne systemer fører til hurtigere omsætning i produktionen og lavere niveauer af lagerbeholdning, hvilket bidrager til at virksomheder som implementerer sådanne systemer bliver mere konkurrencedygtige.
Kanban-kort bør, i tråd med principperne for kanban, blot viderebringe behovet for flere materialer. Et rødt kort liggende i en tom reservedelsvogn vil nemt overføre budskabet om behov for flere reservedele.
I de få seneste år er elektroniske kanban-systemer, der sender kanban-signaler elektronisk, blevet mere udbredt. Selv om dette fører til en reduktion i brugen af kanban-kort i samlet set, så er det ikke ualmindeligt at man i moderne lean-produktionsfaciliteter fortsat finder udbredt brug af kanban-kort.

### Toyota's seks regler
- Send ikke defekte produkter til den efterfølgende proces
- Den efterfølgende proces kommer kun for at tage det som er nødvendigt
- Fremstil kun eksakt den mængde som blev taget af den efterfølgende proces
- Udjævn produktionen
- Kanban er et middel til finjustering
- Stabilisér og rationalisér processen

### Tre-kurve-system
Et simpelt eksempel på implementeringen af kanban-systemet kunne være et "tre-kurve-system" for de tilførte dele (hvor der ikke er lokal fremstilling) – én kurv på fabriksgulvet (efterspørgsel-punkt), én kurv på fabrikslageret og én kurv på leverandøren lager. Kurvene har som regel et aftageligt kort som indeholder produktdetaljer og anden relevant information – kanban-kortet.
Når en kurv på fabriksgulvet bliver tom, dvs. der opstår behov for dele, så returneres den tomme kurv og kanban-kortene til fabrikslageret. Fabrikslageret erstatter dernæst kurven på fabriksgulvet med en fuld kurv, der også indeholder kanban-kort. Fabrikslageret kontakter dernæst leverandørens lager og returnerer de nu tomme kurve med deres kanban-kort. Leverandørens indgående kurv med dets kanban-kort leveres så til fabrikslageret og fuldfører det sidste skridt i systemet. Således vil processen aldrig løbe tør for et produkt og kan beskrives som en løkke, der tilfører den eksakt krævede mængde, med kun en reserve så der aldrig opstår for stor tilførsel. Denne 'reserve'-kurven tillader usikkerhed i tilførsel, anvendelse og transport som er en fast bestanddel i systemet. Hemmeligheden bag et godt kanban-system er at beregne, hvor mange kanban-kort som kræves for hvert produkt. De fleste fabrikker som bruger kanban gør brug af det farvede tavlesystem (Heijunka-tavle). Dette består af en tavle som er specielt fremstillet til at opbevare kanban-kort.

## Elektroniske kanban-systemer
Mange producenter har implementeret elektroniske kanban-systemer. Elektroniske kanban-systemer, eller E-Kanban-systemer, hjælper med at eliminere almindeligt forekommende problemer så som manuelle fejlplaceringer og tabte kort. E-Kanban-systemer kan integreres med Enterprise resource planning-systemer (ERP). Integration af E-kanban-systemer i ERP-systemer muliggør behovsignallering i realtid på tværs af tilførselskæden og forbedret synlighed. Data trukket fra E-kanban-systemer kan anvendes til at optimere beholdningsniveauer gennem bedre overvågning af leverandør og genopfyldningstider.